# Trigoniulus tachypus
Trigoniulus tachypus är en mångfotingart som beskrevs av Pocock 1894. Trigoniulus tachypus ingår i släktet Trigoniulus och familjen Trigoniulidae. Inga underarter finns listade i Catalogue of Life.